# Unitate militară de alarmă
O unitate militară de alarmă este un tip de unitate militară constituită din forțe strânse în grabă, care nu aparțin rezervelor regulate. Justificarea formării unor astfel de unități este reprezentată de apariția unor necesități imperative asociate unor crize, sau a unor circumstanțe speciale ori neobișnuite.
Per ansamblu, deși valoarea combativă a unei astfel de unități este inferioară unităților regulate, ea poate fi ameliorată prin comandarea acesteia de către un corp de comandă calificat și cu experiență de luptă, prin asigurarea unei aprovizionări adecvate, prin folosirea afinităților individuale ale militarilor în ce privește organizarea trupei și prin asigurarea suportului comandamentului imediat superior.

## Caracteristici
Organizarea unor astfel de unități este întotdeauna problematică, deoarece:
- militarii care o constituie au legăturile rupte cu unitățile lor anterioare din diverse motive, ceea ce le oferă un grad crescut de anonimizare. De obicei aceștia sunt fie separați de propriile unități ca urmare a acțiunilor militare, fie sunt permisionari, convalescenți după o boală sau după o rănire sau supranumerari în diverse cartiere generale ori alte unități.[1]
- cel mai adesea militarii respectivi aparțin unor specialități militare diferite și astfel au concepții diferite în ce privește lupta, precum și modalitățile de folosire ale armamentului din dotare.[1]
- moralul unei astfel de unități este scăzut, membrii ei având atât un grad de cunoaștere interpersonală redus, cât și o percepție amplificată a lipsei de identitate și a unui grad scăzut de securitate personală, precum și a evidenței că unitatea va fi angajată în curând în lupte grele[1]
- militarii respectivi vor tinde să revină la unitățile lor anterioare[3]
- aprovizionarea unei astfel de unități este în general slabă,[3]
- posibilitățile de a asigura legăturile poștale cu hinterlandul sunt nule sau foarte mici[1]

Uzual, valoarea combativă a unei astfel de unități va depinde mult mai mult de calitățile comandantului acesteia, decât în cazul unei unități regulate.

## Necesități particulare
Ideal, comandantul unei asemenea unități nu ar trebui să provină din rândul ofițerilor excedentari și este necesar să aibă experiență de luptă, o personalitate puternică, să fie abil și să aibă o bună capacitate de comunicare. La rândul lor, atât timp cât este de așteptat ca respectiva unitate să execute operațiuni specifice infanteriei, subofițerii acesteia ar trebui să aparțină în principal acestei specialități și să aibă experiență de luptă, prioritizarea acestora fiind primordială în raport cu gradul militar sau apartenența la o altă specialitate. De asemenea, o atenție particulară trebuie acordată personalului răzpunzător de aprovizionarea cu alimente și muniții, fiind necesar ca acesta să fie calificat și eficient, cu atât mai mult cu cât factorul alimentar este unul de coeziune, iar la nivelul surselor de aprovizionare cu muniție, o astfel de unitate este în mod uzual desconsiderată. În lipsa unui medic sau a unor sanitari incluși unității, un punct de prim ajutor trebuie organzat obligatoriu, pentru a asigura dirijarea răniților spre spatele liniei de luptă.
Din motive psihologice, identificarea unei astfel de unități ar trebui să se poată face după un nume anume și nu după un număr, iar cancelaria unității ar trebui să funcționeze chiar și în cazul unor resurse umane reduse, pentru a putea asigura necesitățile administrative și poștale ale oamenilor. De asemenea, repartiția militarilor pe subunități ar trebui să respecte pe cât posibil atât afinitățile individuale, cât și necesitatea de distribuire echitabilă a celor cu experiență de luptă.
În ce privește suportul oferit de către comanda superioară unor astfel de unități, acesta ar trebui să fie unul special.